# Eriko Hirose
Eriko Hirose (jap. 廣瀬 栄理子 Hirose Eriko; ur. 16 marca 1985 w Inagawie) – japońska badmintonistka. 
Brała udział w igrzyskach olimpijskich w Pekinie, występ w turnieju singlistek zakończyła na trzeciej rundzie, przegrywając mecz z Pi Hongyan.
Dwukrotnie sięgała po medal igrzysk azjatyckich, na igrzyskach w Dosze zdobyła srebrny medal w konkurencji gry podwójnej, natomiast na igrzyskach w Kantonie otrzymała brązowy medal w singlu.